# 台北捷運新荘線
新荘線（しんしょうせん）は、台湾台北市大安区の古亭駅から、同市松山区の行天宮駅まで市内を南北に縦断した後、西に折れて新北市三重区および新荘区を経由して、桃園市亀山区の迴龍駅までを結ぶ台北捷運の路線である。大橋頭駅で蘆洲線に分岐する。中和線古亭駅から南勢角駅まで、直通運転する。

## 路線データ
- 駅数：17
- 軌間：1,435 mm（標準軌）
- 電気方式：直流750 V（第三軌条方式）
- 複線区間：全線
- 地下区間：全線
- 走行方向：右側通行

## 概要
公共輸送機関が路線バスしか無かった台北市中山区の主要部や、台北市中心部から近く、台湾でも有数の人口密度を持ちながらも淡水河に隔てられていた旧三重市と旧新荘市に、2001年から建設が始まった鉄道である。古亭駅から忠孝新生駅までの区間と淡水河以西の工事が遅れる一方、淡水河東岸の大橋頭駅から分岐する蘆洲線は先に全線開業する運びとなったため、2010年11月、忠孝新生駅から大橋頭駅までが部分開業する形となった。その後2012年1月、更に輔大駅から大橋頭駅の区間が部分開業した。台北橋以西は清朝統治時代に開業し、淡水河西岸を通っていた当時の縦貫線鉄道（台湾総督府鉄道の前身で劉銘伝が設立した全台鉄路商務総局が運営）の路線跡をほぼ雁行している。
2013年7月現在、運行時間は朝6時から24時過ぎまでで、忠孝新生駅から迴龍駅行きと蘆洲駅行きが交互に、それぞれ全区間を通して走る各駅停車として運転されている。日中の運行間隔は大橋頭駅以東で概ね5分となっており、時刻表は存在しないが、全ての駅のホーム上と改札周辺に、次の列車到着までの残り時間を刻々と示す案内表示が設けられている。

## 沿革
- 2010年11月3日 - 大橋頭駅～忠孝新生駅間と蘆洲線開業。蘆洲線との直通運転を開始[1]
- 2012年
  - 1月5日 - 輔大駅～大橋頭駅間開業[2]。同時に、大橋頭駅～忠孝新生駅間の案内表示は「新蘆線」と改称。
  - 9月30日 - 忠孝新生駅～古亭駅間開業、中和線との直通運転を開始。同時に案内表示を「中和新蘆線」に変更。
- 2013年6月29日 - 迴龍駅～輔大駅間開業、新荘線全通[3]。これに伴って、輔大発着便はわずか1年半で消滅[4]。
- 2016年10月 - 駅ナンバリングを正式導入。

## 設備
開業済み区間の駅は全て地下駅で、ホームドアや車椅子に対応したバリアフリーが完備されている。また携帯電話の電波はトンネル内を走行中の列車から十分通話ができるように中継されている。一方で各駅の改札内には売店や自動販売機は無く、駅構内や列車内での飲食は法令に従って禁止されている。

## 車両
C371型（設計は川崎重工業、製造は台湾車輌）が、全て6両編成で運行されている。1両の長さが23.5メートル、車両幅は3.2メートル、一編成の乗車定員は1,914名あるため、列車長は日本のJR在来線の通勤型電車のほぼ7両分、乗車定員では12両分以上に相当する。

## 駅一覧
| 駅番号                      | 駅名                  | 駅名                  | 駅名                                                          | 接続路線・備考                                            | 所在地 | 所在地        |
| 駅番号                      | 日本語                | 繁体字 中国語         | 英語                                                          | 接続路線・備考                                            | 所在地 | 所在地        |
| --------------------------- | --------------------- | --------------------- | ------------------------------------------------------------- | --------------------------------------------------------- | ------ | ------------- |
| O21                         | 迴龍／楽生駅          | 迴龍／樂生站          | Huilong / Lo-Sheng                                            | 台北捷運：■万大樹林線（計画中） 桃園捷運：■棕線（計画中） | 新北市 | 新荘区        |
| O21                         | 迴龍／楽生駅          | 迴龍／樂生站          | Huilong / Lo-Sheng                                            | 台北捷運：■万大樹林線（計画中） 桃園捷運：■棕線（計画中） | 桃園市 | 亀山区        |
| O20                         | 丹鳳駅                | 丹鳳站                | Danfeng                                                       | 桃園捷運： 機場線（泰山貴和駅 A6・徒歩連絡）              | 新北市 | 新荘区 泰山区 |
| O19                         | 輔大駅                | 輔大站                | Fu Jen University                                             |                                                           | 新北市 | 新荘区        |
| O18                         | 新荘駅 (新荘廟街)     | 新莊站 (新莊廟街)     | Xinzhuang (Xinzhuang Temple Street)                           |                                                           | 新北市 | 新荘区        |
| O17                         | 頭前庄駅 (台北医院)   | 頭前庄站 (臺北醫院)   | Touqianzhuang (Taipei Hospital)                               | 台北捷運： 環状線 Y18                                     | 新北市 | 新荘区        |
| O16                         | 先嗇宮駅              | 先嗇宮站              | Xianse Temple                                                 |                                                           | 新北市 | 三重区        |
| O15                         | 三重駅                | 三重站                | Sanchong                                                      | 桃園捷運： 機場線 A2                                      | 新北市 | 三重区        |
| O14                         | 菜寮駅 (新北市立医院) | 菜寮站 (新北市立醫院) | Cailiao (New Taipei City Hospital)                            |                                                           | 新北市 | 三重区        |
| O13                         | 台北橋駅              | 台北橋站              | Taipei Bridge                                                 |                                                           | 新北市 | 三重区        |
| O12                         | 大橋頭駅 (大橋国小)   | 大橋頭站 (大橋國小)   | Daqiaotou (Daqiao Elementary School)                          | 台北捷運： 中和新蘆線蘆洲方面（直通運転）                 | 台北市 | 大同区        |
| O11                         | 民権西路駅            | 民權西路站            | Minquan West Road                                             | 台北捷運： 淡水信義線 R13                                 | 台北市 | 大同区 中山区 |
| O10                         | 中山国小駅 (晴光商圈) | 中山國小站 (晴光商圈) | Zhongshan Elementary School (Qingguang Commercial Zone)       |                                                           | 台北市 | 中山区        |
| O09                         | 行天宮駅              | 行天宮站              | Xingtian Temple                                               |                                                           | 台北市 | 中山区        |
| O08                         | 松江南京駅            | 松江南京站            | Songjiang Nanjing                                             | 台北捷運： 松山新店線 G15                                 | 台北市 | 中山区        |
| O07                         | 忠孝新生駅 (台北科大) | 忠孝新生站 (台北科大) | Zhongxiao Xinsheng (National Taipei University of Technology) | 台北捷運： 板南線 BL14                                    | 台北市 | 大安区        |
| O06                         | 東門駅                | 東門站                | Dongmen                                                       | 台北捷運： 淡水信義線 R07                                 | 台北市 | 大安区        |
| O05                         | 古亭駅                | 古亭站                | Guting                                                        | 台北捷運： 松山新店線 G09                                 | 台北市 | 中正区        |
| ↓中和線南勢角駅まで直通運転 |                       |                       |                                                               |                                                           |        |               |